# QuickBird
QuickBird — коммерческий спутник, предназначенный для наблюдения Земли. Принадлежит компании DigitalGlobe. На момент запуска, в 2001 году, стал коммерческим спутником ДЗЗ с самым высоким пространственным разрешением.
Эксплуатация спутника завершилась 27 января 2015 года, когда он вернулся в земную атмосферу. По подсчетам владельцев спутника, всего аппарат совершил 70 000 витков вокруг планеты.

## Краткая характеристика спутника
Спутник QuickBird предназначен для получения цифровых изображений земной поверхности с пространственным разрешением 61 см в панхроматическом режиме и 2,44 м в мультиспектральном режиме при съемке в надир. Основными преимуществами спутника являются широкая полоса охвата, высокая метрическая точность, возможность заказа полигонов сложной формы, в том числе, протяженных объектов шириной 5 км.
Космические снимки QuickBird используются в интернет-сервисах Google Earth и Google Maps.
Запуск предшественника нынешнего спутника, космического аппарата QuickBird-1, 20 ноября 2000 российской ракетой-носителем «Космос-3М» с космодрома Плесецк закончился неудачей — спутник не был выведен на орбиту. QuickBird-2 был успешно запущен 18 октября 2001 года с помощью ракета-носителя Дельта-2 7320-10 с Базы Ванденберг, США.
В середине апреля 2011 орбита спутника была поднята с 450 км до 482 км с целью продления периода его активного существования до 2014 года.
Спутник QuickBird-2 входит в группировку спутников компании DigitalGlobe (QuickBird, WorldView-1, WorldView-2, WorldView-3, GeoEye, IKONOS), общая производительность съёмки которой более 4 млн м² в сутки.
Спутник QuickBird — первый спутник сверхвысокого разрешения в группировке компании DigitalGlobe. На момент запуска он имел самое большое пространственное разрешение и наилучшую точность геопозиционирования среди всех коммерческих спутников наблюдения Земли. До 2001 года самые качественные снимки могли получать с спутника Ikonos. QuickBird-2 сохранял место в рейтинге вплоть до запуска спутника WorldView-1 в 2007.
Использовался при ликвидации последствий природных катаклизмов, с середины 2000-х годов Геологическая служба США использует архивы и предоставляет оперативную съемку QuickBird в рамках Международной Хартии по космосу и крупным катастрофам.